# Riihijärvi och Soitukka
Riihijärvi och Soitukka är en sjö i kommunen Leppävirta i landskapet Norra Savolax i Finland. Den är 8 meter djup. Arean är 47 hektar och strandlinjen är 6,1 kilometer lång. Sjön  ingår i Vuoksens huvudavrinningsområde.   Den ligger omkring 51 kilometer söder om Kuopio och omkring 300 kilometer nordöst om Helsingfors. 